# Spione wie wir
Spione wie wir (Originaltitel: Spies Like Us) ist eine US-amerikanische Filmkomödie aus dem Jahr 1985. Der Regisseur war John Landis, das Drehbuch schrieben Dan Aykroyd, Lowell Ganz und Babaloo Mandel. Die Hauptrollen spielten Chevy Chase und Dan Aykroyd.

## Handlung
Austin Millbarge, ein Kryptografieexperte, und Emmett Fitz-Hume, ein untergeordneter Pressesprecher des US-Außenministeriums, bewerben sich als Spezialagenten der Regierung. Sie werden während des Eignungstests beim Schummeln erwischt, bekommen aber ein Angebot, für die CIA eine streng geheime Mission zu übernehmen. Sie wissen nicht, dass sie lediglich als Köder benötigt werden, um von den anderen, wirklichen Agenten abzulenken, welche nach Tadschikistan eindringen und eine sowjetische Interkontinentalrakete starten sollen, die als Ziel zum Testen einer Laserkanone der Strategic Defense Initiative dienen soll.
Millbarge und Fitz-Hume werden in einem Crashkurs fürs Feld ausgebildet und in einem Lebensmittelcontainer nach Zentralasien geschickt. Die zwei können als US-Botschaftsangehörige getarnten KGB-Agenten entkommen und begegnen dabei unwissenderweise auch dem richtigen Agententeam, Dr. Hadley und Karen Boyer, die als vermeintliche Ärzte des Roten Kreuzes bei afghanischen Freiheitskämpfern untergetaucht sind. Nach einer katastrophalen Vorstellung Fitz-Humes und Millbarges als zwei noch nicht eingetroffene Doktoren sehen sie sich gezwungen, über die  Grenze nach Tadschikistan zu flüchten, wobei sie prompt an der Straße nach Duschanbe eine unangenehme Begegnung mit dem KGB und den Grenzwachen hinter sich bringen müssen. Gleichzeitig jedoch scheitert die Mission der eigentlichen Agenten; Hadley wird getötet und Boyer schließt sich Millbarge und Fitz-Hume an. Gemeinsam überwältigen sie die Wachmannschaft der sowjetischen Interkontinentalrakete. Daraufhin erhalten sie Anweisungen von der SDI, bestimmte Operationen an der Raketensteuerung durchzuführen.
Nach der Eingabe des Startcodes beginnt die automatische Startprozedur der mobilen Abschussrampe, und kurz darauf startet die Rakete. Der Versuch, die Rakete in der Erdumlaufbahn durch die Laserabwehrvorrichtung abzuschießen, scheitert jedoch. Die den Test durchführenden Militärs haben auch diese Möglichkeit mit einkalkuliert: Anstatt den betroffenen Regierungen, die sich nun zu einem Atomkrieg rüsten, von dem illegalen Projekt zu erzählen, beschließen sie einfach, den Gang der Ereignisse mit der Begründung abzuwarten, dass der Kalte Krieg und das atomare Wettrüsten sowieso ein sinnloses Unterfangen seien, da das Potential des Atomarsenals ja nie wirklich ausgeschöpft würde.
Millbarge und Fitz-Hume finden jedoch im letzten Augenblick einen Weg, die Rakete von ihrem Kurs abzubringen, indem sie die Programmierung der Rakete nachträglich korrigieren. Die Rakete ändert ihren Kurs und zerstört sich im All selbst; daraufhin wird die Geheimbasis der Verschwörer gestürmt und die Schuldigen werden festgenommen. Im Anschluss an die Affäre leiten Fitz-Hume und Millbarge eine viel beachtete Abrüstungsverhandlung – mit der Wachmannschaft der Rakete als Delegierten der Sowjetunion und als „Verhandlungsinstrument“ dem Spiel Trivial Pursuit verbunden mit einer an Risiko erinnernden Weltkarte.

## Hintergründe
- Die Produktionskosten betrugen rund 22 Millionen US-Dollar. Der Film spielte in den Kinos der Vereinigten Staaten über 60 Millionen US-Dollar ein.[2]
- Im Film haben viele Regisseure einen Cameo-Auftritt: Neben John Landis spielen auch Terry Gilliam, Sam Raimi, Joel Coen, Costa-Gavras und Frank Oz in kleinen Rollen mit. Auch der Musiker B. B. King und der Entertainer Bob Hope haben Cameo-Auftritte.
- Der russische Satz über die Art des Auftrages, den Dan Aykroyd den KGB-Agenten mitteilt, bedeutet übersetzt: „Je weniger man weiß, desto besser!“
- Die im Film verwendeten geografischen Koordinaten verweisen tatsächlich auf ein Gebiet in Texas (Paducah, TX 79248, Vereinigte Staaten).
- 2009 gab es in der Animationsserie Family Guy eine Folge in der achten Staffel mit dem Titel Spies Reminiscent of Us, welche direkt auf den Film anspielt und bei denen Aykroyd und Chase sich selber sprachen. In der Folge wird behauptet, dass Reagan der Film so gut gefiel, dass er beide Schauspieler tatsächlich zu Geheimagenten machte.

## Synchronisation
| Rolle            | Darsteller      | Sprecher         |
| ---------------- | --------------- | ---------------- |
| Emmett Fitz-Hume | Chevy Chase     | Norbert Gescher  |
| Austin Millbarge | Dan Aykroyd     | Thomas Danneberg |
| General Sline    | Steve Forrest   | Jochen Schröder  |
| Karen Boyer      | Donna Dixon     | Alexandra Lange  |
| Ruby             | Bruce Davison   | Wolfgang Ziffer  |
| Keyes            | William Prince  | Klaus Miedel     |
| Oberst Rhombus   | Bernie Casey    | Helmut Krauss    |
| General Miegs    | Tom Hatten      | Hans Nitschke    |
| Jerry Hadley     | Charles McKeown | Lothar Blumhagen |

## Kritik
Spione wie wir erhielt durchwachsene bis negative Kritiken.

„Mit Zitaten aus einschlägigen Agenten- und Kriegsfilmen gespickte Agentenklamotte, die trotz aller Längen und Albernheiten als methodische Attacke gegen Hurra-Patriotismus und militärisches Machtgehabe zu verstehen ist.“

„Derbe Actionposse, angereichert mit etwas Politsatire. Regisseur John Landis (...) ließ u. a. seine Kollegen Joel Coen und Terry Gilliam in Gastrollen auftreten. Fazit: Nettes Späßchen aus vergangenen Tagen.“